# Гудула
 Гудула, Гудила (лат.  Gudila, нидерл.  Goedele, фр.  Sainte Gudule; 646, Брабант, Бельгия — между 680 и 714, Бельгия) — святая Римско-Католической Церкви, покровительница Брюсселя.

## Биография
О святой Гудуле известно из средневекового анонимного источника «Vita Gudulae», написанного в 1048—1051 гг. Согласно ему, Гудула была дочерью лотарингского герцога Витгера и святой Амальберги Мобёжской. У Гудулы были две сестры, святая Фараильда и святая Рейнельда, и брат, святой Эмеберт, являвшийся епископом Камбре. Гудула воспитывалась в монастыре у своей двоюродной сестры, святой Гертруды Нивельской. После смерти Гертруды Гудула вернулась домой и стала заниматься благотворительной деятельностью. Гудула умерла между 680 и 714 годом.
Её мощи были захоронены в алтаре церкви Святого Спасителя в Морселе. В правление герцога Карла (977—992) мощи святой Гудулы были перенесены в Брюссель. Епископ камбрейский Жерард (умер в 1054 году) перенёс мощи святой Гудулы в церковь св. архангела Михаила, которая впоследствии была названа также и в честь её имени. 6 июня 1579 года церковь св. архангела Михаила, в которой хранились мощи святой Гудулы, была разграблена гезами-протестантами; мощи Гудулы были откопаны и рассеяны. Часть мощей святой Гудулы хранятся сегодня в церкви св. Хильдегарды в Эйбингене, Германия (ныне входит в состав Рюдесхайма-на-Рейне).

## Прославление
Почитание св. Гудулы широко распространено в Брюсселе. В её честь освящён Брюссельский собор. Именем святой Гудулы названы площади в Брюсселе и Морселе (Бельгия), Эйбингене (Германия). День памяти в католической церкви — 8 января.

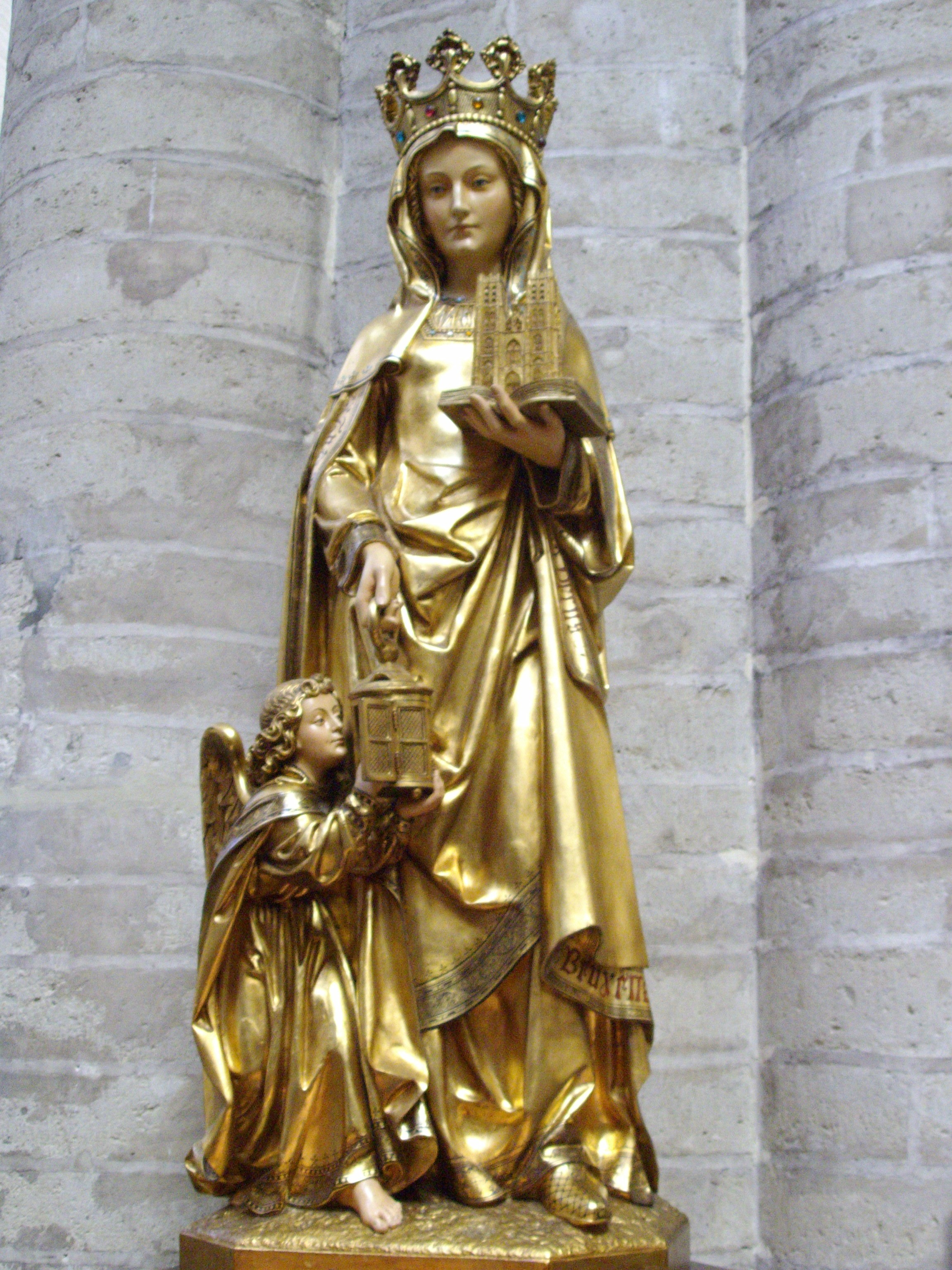
Статуя св. Гудулы, Брюссельский собор, Брюссель, Бельгия

В честь святой Гудулы назван астероид (799) Гудула, открытый в 1915 году.